# Дасабувир
Дасабувир (англ. dasabuvir, торговое наименование в Европе Exviera) — антивирусное лекарственное средство, применяемое для лечения гепатита C.
Дасабувир часто используется вместе с комбинированным препаратом омбитасвир/паритапревир/ритонавир специально для лечения вируса гепатита С (HCV) типа 1. Дополнительно можно использовать Рибавирин. Эти комбинации приводят к излечению более 90% людей. Принимается внутрь.
Общие побочные эффекты включают проблемы со сном, тошноту, зуд и чувство усталости. Препарат не рекомендуется пациентам с печеночной недостаточностью, но подходит для людей с заболеванием почек. Хотя нет никаких доказательств причинения вреда при использовании препарата во время беременности, данный вопрос еще не был хорошо изучен. Дасабувир нельзя использовать с противозачаточными таблетками, содержащими этинилэстрадиол. Дасабувир относится к классу ингибиторов полимеразы NS5B HCV.
Дасабувир получил одобрение от FDA в 2014 году в составе комбинированного препарата Viekira Pak, который состоит из четырёх антивирусных препаратов: 
- Дасабувир,
- Омбитасвир,
- Паритапревир,
- Ритонавир[1].

Дасабувир включен в Примерный перечень ВОЗ основных лекарственных средств. С 2018 года, включён в перечень жизненно необходимых и важнейших лекарственных препаратов.

## История
19 декабря 2014 года FDA США одобрило схему омбитасвир-паритапревир-ритонавир и дасабувир для лечения хронического гепатита С генотипа 1 у взрослых, включая пациентов с компенсированным циррозом печени.

## Применение в медицине
Дасабувир используется при лечении хронической инфекции гепатита С. Препарат используется при следующих подтипах HCV: генотип 1a, генотип 1b, генотип 1 неизвестного подтипа и смешанная инфекция генотипа 1 без цирроза или с компенсированным циррозом.
В Европейском союзе Дасабувир (Exviera) всегда используется в сочетании с другим лекарством, омбитасвиром/паритапревиром/ритонавиром (Viekirax) для лечения генотипов вируса гепатита C 1a и 1b. Некоторых людей, принимающих Дасабувир, также лечат другим противовирусным препаратом, рибавирином, в дополнение к омбитасвиру/паритапревиру/ритонавиру.
В Соединенных Штатах Дасабувир упакован вместе с омбитасвиром/паритапревиром/ритонавиром (Viekira Pak), и эта комбинация показана для лечения взрослых с хроническим генотипом вируса гепатита С 1b без цирроза или с компенсированным циррозом. Комбинированные дасабувир и омбитасвир/паритапревир/ритонавир используются в комбинации с рибавирином для лечения взрослых с генотипом 1а вируса хронического гепатита С без цирроза или с компенсированным циррозом.

## Механизм действия
Ингибирует NS5B полимеразу, эффективно прекращая прекращает полимеризацию РНК и останавливая репликацию генома HCV. Блокируя полимеразу NS5B, вирус больше не может размножаться и инфицировать новые клетки.

## Показания
Хронический гепатит C (Вирус гепатита C, генотип 1).

## Противопоказания
Противопоказано применение дасабувира, если они соответствуют любому из следующих критериев:
- У них повышенная чувствительность к нему или любому из веществ, содержащихся в таблетке[4];
- Они принимают любые гормональные противозачаточные средства, содержащие этинилэстрадиол (который часто содержится в комбинированных пероральных контрацептивах или вагинальных кольцах)[4];
- Они также принимают лекарства, которые являются сильными или умеренными индукторами ферментов, такими как карбамазепин, фенитоин, фенобарбитал, эфавиренц, невирапин, этравирин, митотан, рифампицин, энзалутамид и зверобой (Hypercium perforatum)[4];
- Они также принимают лекарства, которые являются сильными ингибиторами CYP2C8 (гемфиброзил)[4];
- Они соответствуют критериям противопоказаний для омбитасивира, паритапревира и ритонавира, поскольку дасабувир используется в сочетании с этими тремя лекарствами[4].

В октябре 2015 года Управление по санитарному надзору за качеством пищевых продуктов и медикаментов (FDA) потребовало от производителя добавить на этикетку лекарства предупреждение о том, что препараты для лечения гепатита C Viekira Pak и Technivie могут вызвать серьезное повреждение печени, в основном у людей с распространенным заболеванием печени.

## Побочные эффекты
Одобренная FDA комбинация дасабувира, используемая с омбитасвиром, паритапревиром и ритонавиром в продукте Viekira Pak, может вызывать ряд побочных эффектов. Когда Viekira Pak использовался без рибавирина, у более чем 5% пациентов возникали тошнота, сильный зуд и бессонница. Реже пациенты испытывали повышение ферментов печени, таких как АСТ/АЛТ (См. Коэффициент де Ритиса), более чем в пять раз по сравнению с верхним пределом нормы (это наблюдалось у 1% пациентов). Обычно это протекало бессимптомно. Однако это примечательно, потому что женщины, принимающие этинилэстрадиол, подвергаются повышенному риску этого побочного эффекта (25%).
Дасабувир может вызвать реактивацию гепатита B у людей, коинфицированных вирусами гепатита B и C. Европейское агентство лекарственных средств рекомендовало обследовать всех людей на гепатит B перед началом приема дасабувира на гепатит C, чтобы минимизировать риск реактивации гепатита B.

## Администрирование и хранение
Утром принимать две таблетки омбитасвира, паритапревира и ритонавира, а одну таблетку дасабувира - два раза в день утром и вечером во время еды.
Комбинированный пакет упаковывается в ежемесячный пакет на 28 дней лечения.